# Hypersymmoca
Hypersymmoca is een geslacht van vlinders van de familie sikkelmotten (Oecophoridae), uit de onderfamilie Oecophorinae.

## Soorten
- H. faecivorella Chrétien, 1917
- H. psammocryptis Meyrick, 1923